# استورز ۱۹۸۲۰
سیارک ۱۹۸۲۰ (به انگلیسی: 19820 Stowers، نامگذاری:2000ST153) نوزده هزار و هشتصد و بیستمین سیارک کشف شده‌است که در ۲۴ سپتامبر ۲۰۰۰ کشف شد.
قدر مطلق سیارک برابر ۱۷.۸ است.